# ビルダーバーグホテル

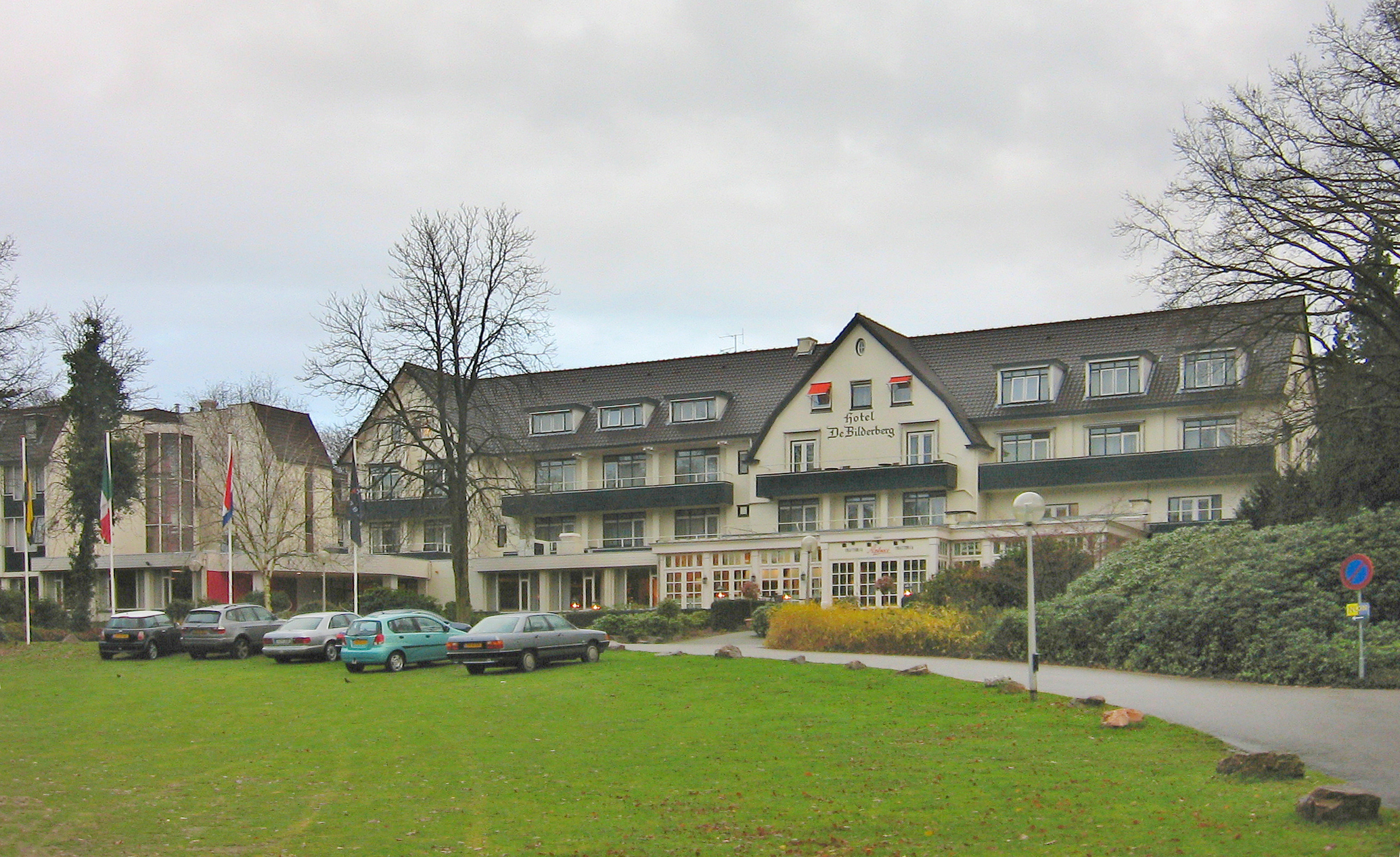
ビルダーバーグホテル

ビルダーバーグホテル（オランダ語: Hotel de Bilderberg）とは、オランダヘルダーラント州レンクムにあるホテルである。

## 概要
第一回ビルダーバーグ会議が1954年5月にこのホテルで執り行われた事で著名であり、ビルダーバーグ会議の名前もこのホテルから名称を取っている。
運営元はビルダーバーグホテルチェーンであり、同グループはオランダ国内に20程のホテルを展開している。